# Lubomirskia incrustans
Lubomirskia incrustans är en svampdjursart som beskrevs av Efremova 2004. Lubomirskia incrustans ingår i släktet Lubomirskia och familjen Lubomirskiidae. Inga underarter finns listade i Catalogue of Life.